# Spermacoce bangweolensis
Spermacoce bangweolensis är en måreväxtart som först beskrevs av Robert Elias Fries, och fick sitt nu gällande namn av Bernard Verdcourt. Spermacoce bangweolensis ingår i släktet Spermacoce och familjen måreväxter. Inga underarter finns listade i Catalogue of Life.